# سكيب
سكيب هو مغني وكاتب أغاني فلبيني، ولد في 1 سبتمبر 1998.